# Истомино (Нижегородская область)
Истомино — деревня в Балахнинском районе Нижегородской области. Входит в Кочергинский сельсовет.
Расположена на реке Трестьянка в 6 км к западу от Правдинска (северная часть Балахны) и в 35 км к северо-западу от Нижнего Новгорода. Рядом с деревней находится аэродром Истомино.
| 2002 | 2010  |
| ---- | ----- |
| 1055 | ↗1378 |

В период до 2000-х годов, в деревне находилась военная часть. Впоследствии на месте части организовали Нижегородскую кадетскую школу-интернат (Нижегородский Кадетский Корпус имени Генерала армии Маргелова Василия Филипповича).

## Инфраструктура
В населённом пункте находится самолёт-памятник МиГ-17Ф.